# Tuněchody
Tuněchody é uma comuna checa localizada na região de Pardubice, distrito de Chrudim.